# Кустарниковые белки
Кустарниковые белки (лат. Paraxerus) — род млекопитающих из подсемейства Xerinae семейства беличьих. Распространены только в Африке.
Большинство видов этого рода не являются редкими. 2 вида, по мнению МСОП, являются близкими к исчезновению. Paraxerus vincenti является исчезающим.

## Описание
Длина тела представителей этого рода варьируется от 10 до 30 см, длина хвоста от 12 до 25 см. Окрас меха у каждого вида отличается.

## Образ жизни
Виды этого рода обитают только в Африке. Живут на деревьях.
В отличие от других белок, виды этого рода живут довольно социально. Семейная группа этого рода состоит из пары взрослых и их детей. Некоторые семейные группы могут присоединяться к другим группам.

## Питание
В поисках еды белки этого рода спускаются на землю. В их рацион питания входит: белки семян, орехов и фруктов, а также мелкие насекомые, птичьи яйца и некоторые корни.

## Классификация
На данный момент известно 11 видов этого рода:
- Paraxerus alexandri Thomas & Wroughton 1907 — Белка Александра — обитает в Демократической Республике Конго и Уганде.
- Paraxerus boehmi Reichenow 1886 — обитает в Восточной и Центральной Африке.
- Paraxerus cepapi Smith 1836 — обитает в Восточной и Южной Африке.
- Paraxerus cooperi Hayman 1950 — обитает в Камеруне.
- Paraxerus flavovittis Peters 1852 — обитает в Кении, Танзании и Мозамбике.
- Paraxerus lucifer Thomas 1897 — обитает в Танзании, Замбии и Малави.
- Paraxerus ochraceus Huet 1880 — обитает в Судане, Кении и Танзании
- Paraxerus palliatus Peters 1852 — обитает в Восточной Африке.
- Paraxerus poensis Smith 1830 — обитает в Западной и Центральной Африке.
- Paraxerus vexillarius Kershaw 1923 — обитает в Танзании.
- Paraxerus vincenti Hayman 1950 — обитает в Мозамбике.

## Галерея

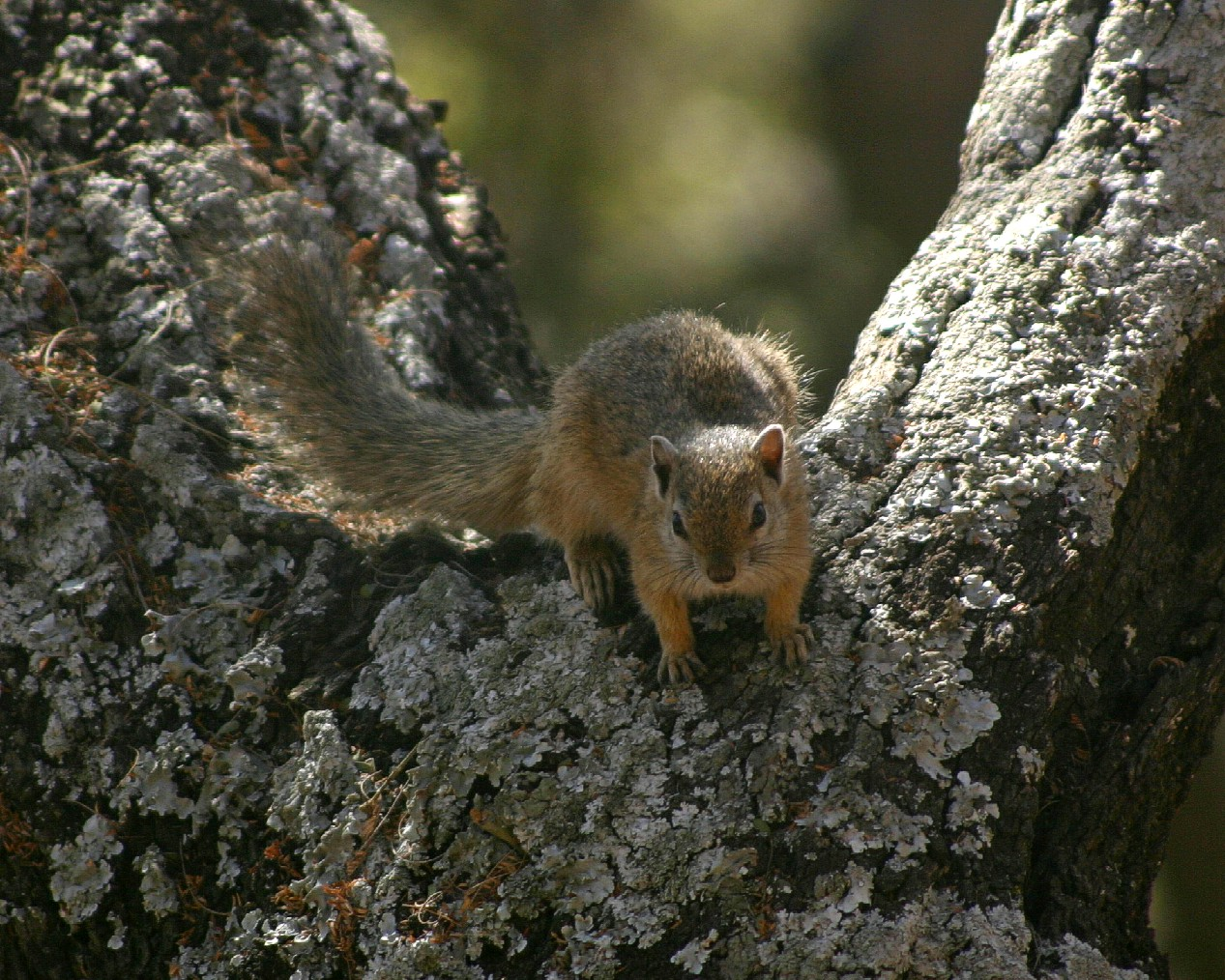
Paraxerus cepapi
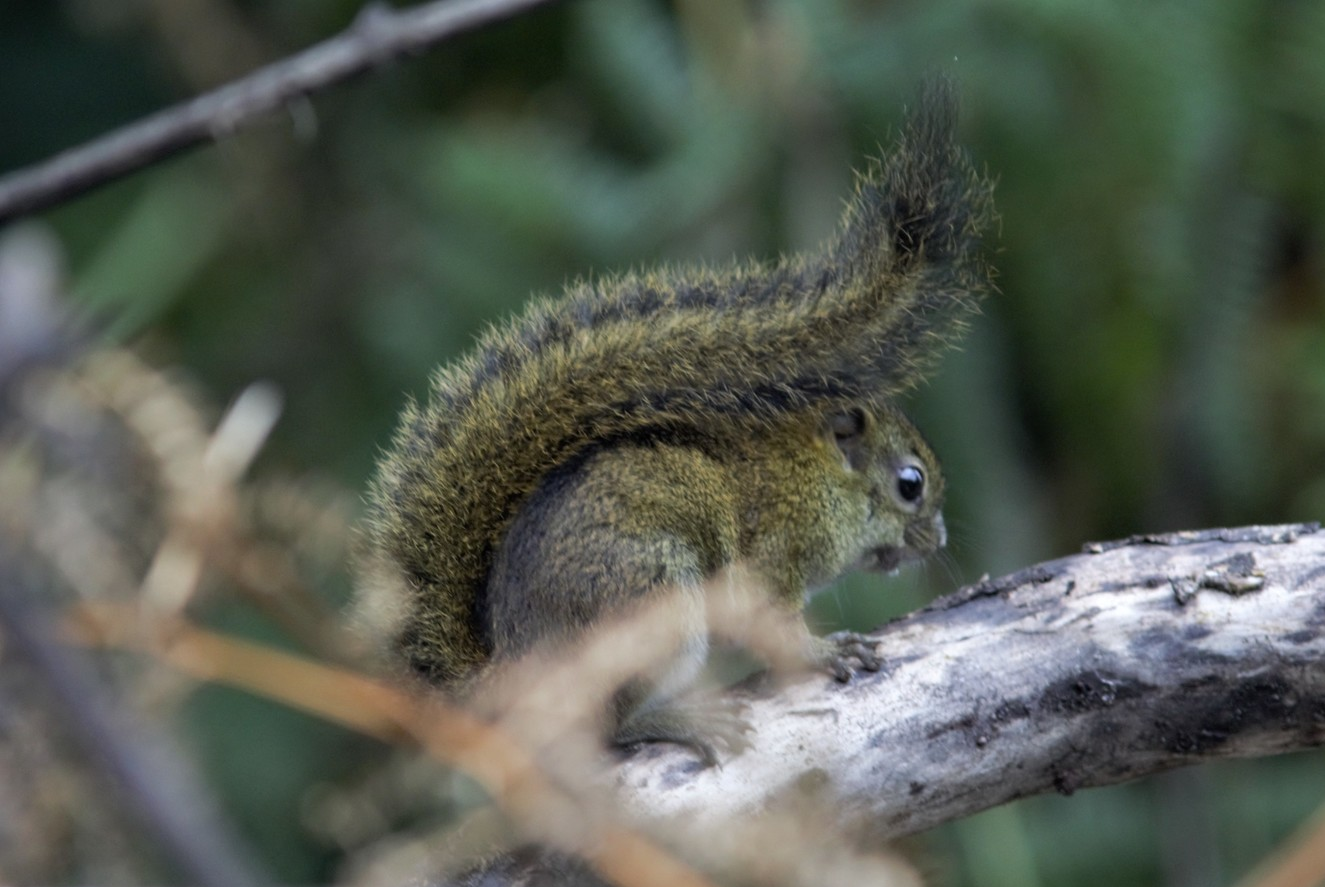
Paraxerus poensis
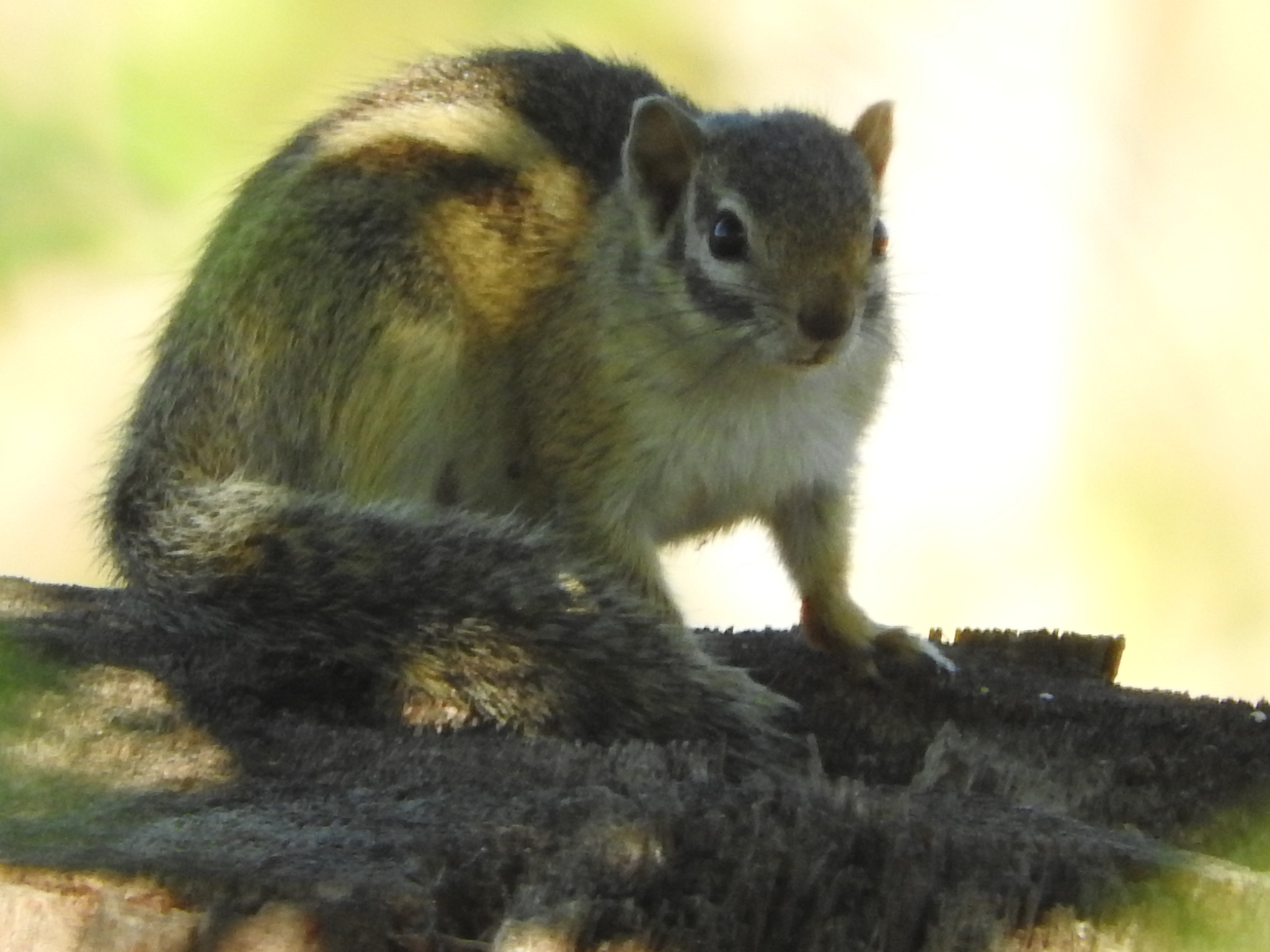
Paraxerus flavovittis
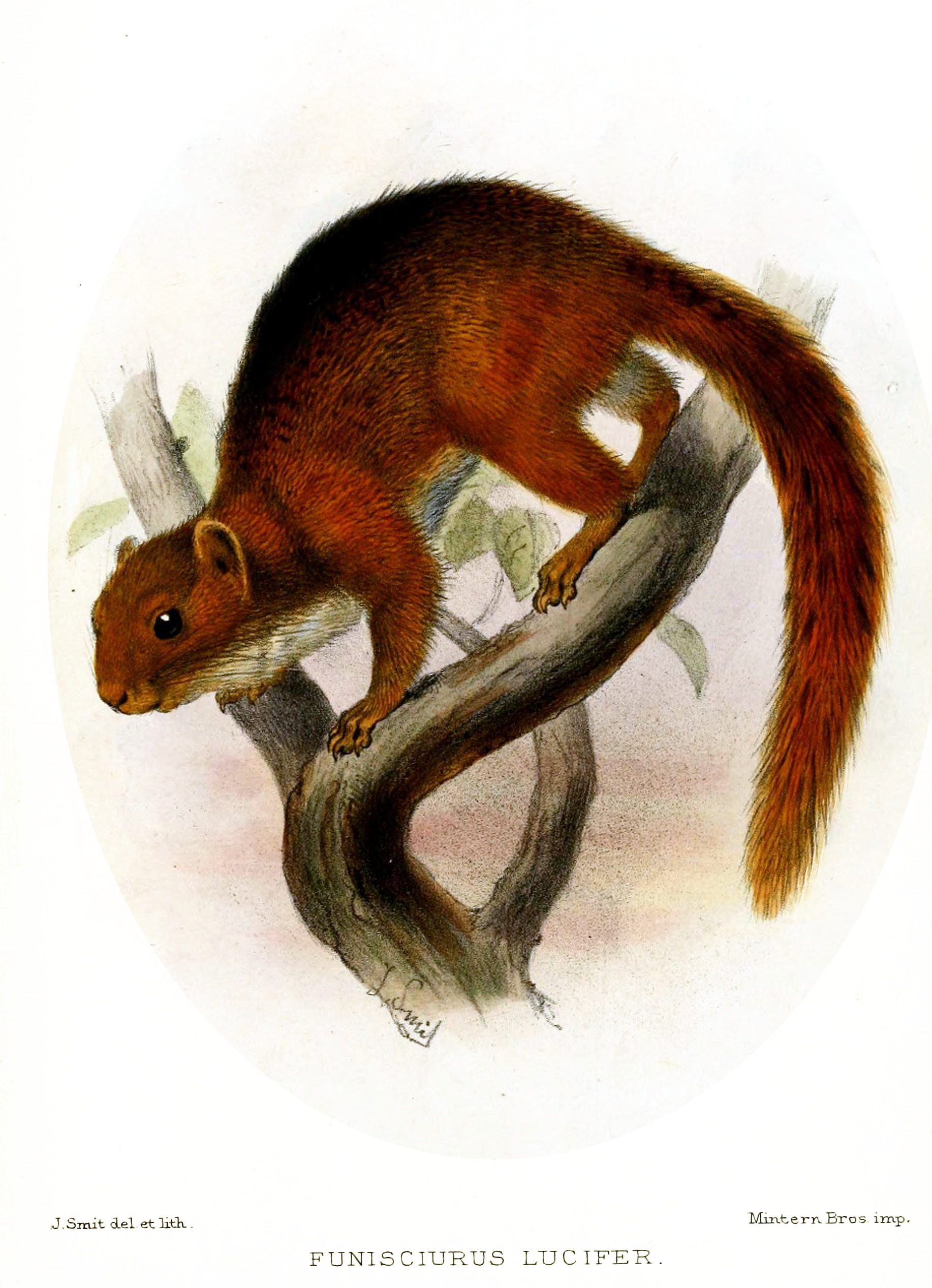
Paraxerus lucifer
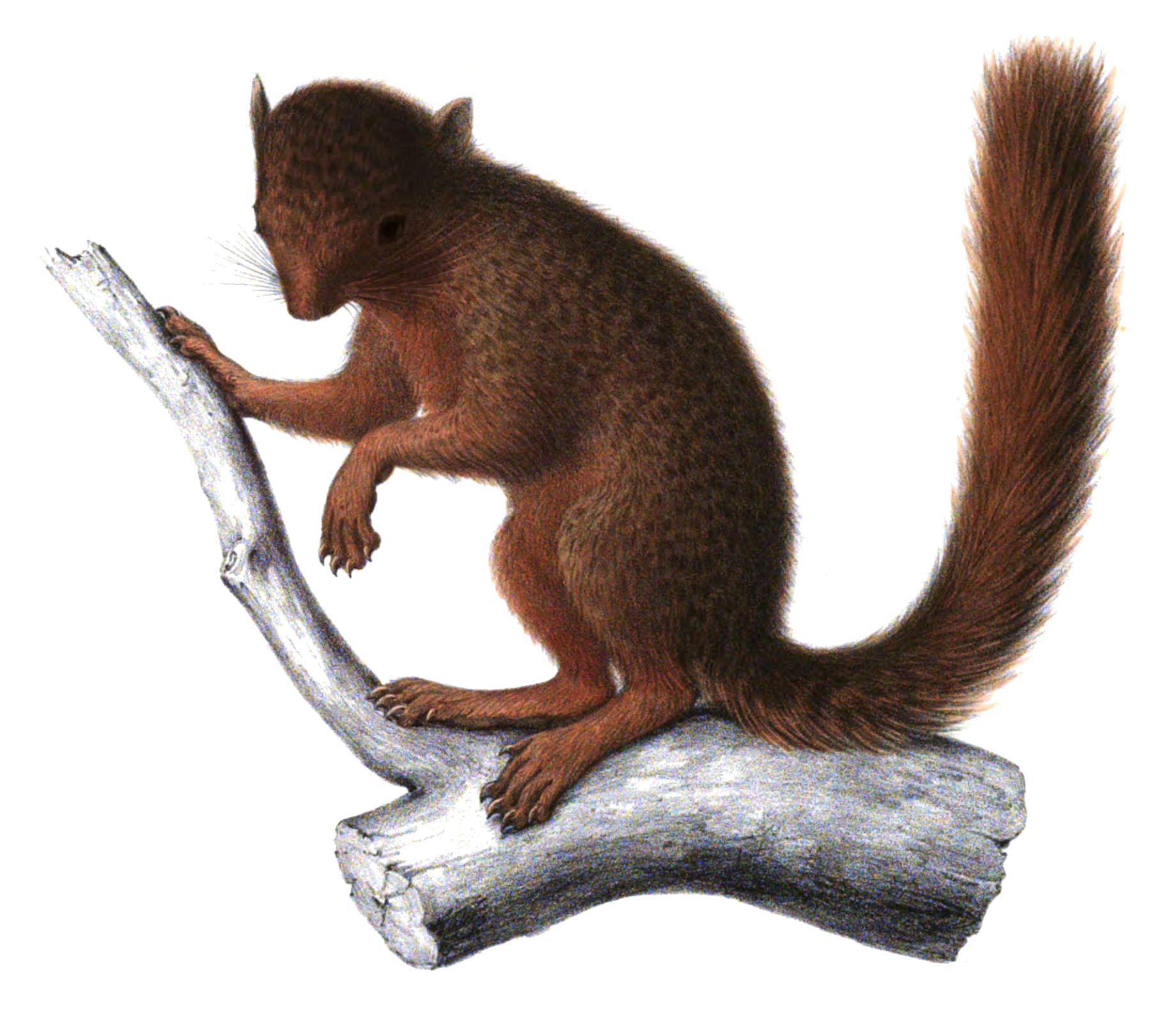
Paraxerus palliatus